# باند گلاب
باند گلاب (به هندی: Gulaab Gang) فیلمی محصول سال ۲۰۱۴ و به کارگردانی سومیک سن است. در این فیلم بازیگرانی همچون مادهوری دیکشیت، جوهی چاولا، تانیشتا چاتراجه، پریانکا بوس ایفای نقش کرده‌اند.